# Kolichmarde

Värja med kolichmardeklinga.

Kolichmarde (franska colichemarde) är en värjtyp med en vid ansatsen (omkring en fjärdedel av klinglängden) bred, tvär övergång och mot spetsen en lång, smal klinga. Avsikten var att man ville minska klingans vikt men samtidigt ge största möjliga effekt i paraden och behålla den smala klingans för stöt ändamålsenliga form. Typen anses av den moderna forskningen ha uppstått i Frankrike under perioden 1670-1690.
Namnet är möjligtvis en fransk förvrängning av namnet Königsmarck, något som dock ej kunnat bindande bevisas. Dock var det så Otto Vilhelm von Königsmarck var i fransk tjänst under Ludvig XIV:s krig mot Holland, då han förde ett högt befäl och 1674 blev maréchal-de-camp (motsvarande generalmajor) och det torde ha varit denne som lanserat typen. Kolichmardeklingor var vanliga i svenska infanteri- och sjöofficersvärjor under 1700-talets andra hälft.